# MacBook (Retina)
MacBook (thường được gọi là MacBook mới, MacBook Retina hoặc MacBook 12 inch) là một máy tính xách tay Macintosh đã ngừng sản xuất được phát triển và bán bởi Apple Inc.  Trong dòng sản phẩm của Apple, nó được coi là một thiết bị cao cấp hơn so với MacBook Air thế hệ thứ hai (vào thời điểm đó bao gồm các loại màn hình 11,6 inch và 13,3 inch lớn hơn và nặng hơn, trong khi màn hình "Retina" độ phân giải cao và có viền dày hơn) và nằm dưới dải hiệu suất MacBook Pro.
Được giới thiệu vào tháng 3 năm 2015, đây là dòng sản phẩm nhỏ gọn hơn bất kỳ máy tính xách tay nào khác trong gia đình MacBook, bao gồm màn hình Retina, thiết kế không quạt, bàn phím "Butterfly" nông hơn và một cổng USB-C duy nhất để cấp nguồn và dữ liệu. Nó đã bị ngừng sản xuất vào tháng 7 năm 2019, phần lớn được thay thế bởi MacBook Air thế hệ thứ ba (bao gồm một model 13,3 inch kết hợp màn hình Retina với các viền mỏng).